# Zeslandentoernooi 2025 (mannen)
De zesentwintigste editie van het Zeslandentoernooi voor mannen van de Rugby Union werd gespeeld van 31 januari tot en met 15 maart 2025 tussen de rugbyteams van Engeland, Frankrijk, Italië, Schotland, Wales en het Iers rugbyteam (het team dat zowel de Republiek Ierland als Noord-Ierland vertegenwoordigt in internationale wedstrijden). Ierland verdedigt de titel. In Nederland wordt het toernooi uitgezonden door Ziggo Sport.

## Deelnemende landen
| Land      | Stadion             | Capaciteit | Stad      | Coach           | Aanvoerder                  |
| --------- | ------------------- | ---------- | --------- | --------------- | --------------------------- |
| Engeland  | Twickenham          | 82.000     | Londen    | Steve Borthwick | Maro Itoje                  |
| Frankrijk | Stade de France     | 81.338     | Parijs    | Fabien Galthie  | Antoine Dupont              |
| Ierland   | Aviva Stadium       | 51.700     | Dublin    | Simon Easterby  | Caelan Doris                |
| Italië    | Stadio Olimpico     | 73.261     | Rome      | Gonzalo Quesada | Michele Lamaro              |
| Schotland | Murrayfield Stadium | 67.144     | Edinburgh | Gregor Townsend | Rory Darge met Finn Russell |
| Wales     | Millennium Stadium  | 74.500     | Cardiff   | Warren Gatland  | Jac Morgan                  |

## Stand
| Positie | Land      | Wedstrijden | Wedstrijden | Wedstrijden | Wedstrijden | Punten | Punten | Punten   | Try's | Try's | Bonus-punten | Tabel Punten |
| Positie | Land      | Gespeeld    | Gewonnen    | Gelijk      | Verloren    | Voor   | Tegen  | Verschil | Voor  | Tegen | Bonus-punten | Tabel Punten |
| ------- | --------- | ----------- | ----------- | ----------- | ----------- | ------ | ------ | -------- | ----- | ----- | ------------ | ------------ |
| 1       | Ierland   | 3           | 3           | 0           | 0           | 86     | 58     | 28       | 10    | 7     | 2            | 14           |
| 2       | Frankrijk | 3           | 2           | 0           | 1           | 141    | 50     | 91       | 21    | 7     | 3            | 11           |
| 3       | Engeland  | 3           | 2           | 0           | 1           | 64     | 67     | -3       | 8     | 10    | 2            | 10           |
| 4       | Schotland | 3           | 1           | 0           | 2           | 64     | 67     | -3       | 10    | 6     | 2            | 6            |
| 5       | Italië    | 3           | 1           | 0           | 2           | 65     | 119    | -54      | 5     | 18    | 0            | 4            |
| 6       | Wales     | 3           | 0           | 0           | 3           | 33     | 92     | -59      | 4     | 10    | 0            | 1            |

## Prijzen
Op het Zeslandentoernooi worden verschillende rivaliteitsprijzen uitgereikt voor de winnaars van wedstrijden:
- Giuseppe Garibaldi Trophy: Gewonnen door Frankrijk
- Calcutta Cup: Gewonnen door Engeland
- Doddie Weir Cup: Nog niet gewonnen
- Triple Crown: Gewonnen door Ierland
- Millennium Trophy: Gewonnen door Ierland
- Centenary Quaich: Gewonnen door Ierland
- Eurostar Trophy: Nog niet gewonnen
- Auld Alliance Trophy: Nog niet gewonnen
- Cuttitta Cup: Gewonnen door Schotland[8]
- Wooden spoon: Nog niet gewonnen
- Grand slam: Nog niet gewonnen

## Programma en uitslagen
De scheidsrechters werden bekendgemaakt op 19 december 2024. De hieronder getoonde tijden zijn Midden-Europese Tijd.

### Week 1
| 31 januari 2025 21:15 | Frankrijk            | 43 - 0  | Wales                | Stade de France, Parijs Scheidsrechter: Paul Williams |
| 31 januari 2025 21:15 | Try: 7 Con: 4 Pen: 0 | Verslag | Try: 0 Con: 0 Pen: 0 | Stade de France, Parijs Scheidsrechter: Paul Williams |

| 1 februari 2025 15:15 | Schotland            | 31 - 19 | Italië               | Murrayfield Stadium, Edinburgh Scheidsrechter: Karl Dickson |
| 1 februari 2025 15:15 | Try: 5 Con: 3 Pen: 0 | Verslag | Try: 1 Con: 1 Pen: 4 | Murrayfield Stadium, Edinburgh Scheidsrechter: Karl Dickson |

| 1 februari 2025 17:45 | Ierland              | 27 - 22 | Engeland             | Aviva Stadium, Dublin Scheidsrechter: Ben O’Keeffe |
| 1 februari 2025 17:45 | Try: 4 Con: 2 Pen: 1 | Verslag | Try: 3 Con: 2 Pen: 1 | Aviva Stadium, Dublin Scheidsrechter: Ben O’Keeffe |

### Week 2
| 8 februari 2025 15:15 | Italië | v | Wales | Stadio Olimpico, Rome Scheidsrechter: Matthew Carley |
| 8 februari 2025 15:15 |        |   |       | Stadio Olimpico, Rome Scheidsrechter: Matthew Carley |

| 8 februari 2025 17:45 | Engeland | v | Frankrijk | Twickenham, Londen Scheidsrechter: Nika Amashukeli |
| 8 februari 2025 17:45 |          |   |           | Twickenham, Londen Scheidsrechter: Nika Amashukeli |

| 9 februari 2025 16:00 | Schotland | v | Ierland | Murrayfield Stadium, Edinburgh Scheidsrechter: James Doleman |
| 9 februari 2025 16:00 |           |   |         | Murrayfield Stadium, Edinburgh Scheidsrechter: James Doleman |

### Week 3
| 22 februari 2025 15:15 | Wales | v | Ierland | Millennium Stadium, Scheidsrechter: Christophe Ridley |
| 22 februari 2025 15:15 |       |   |         | Millennium Stadium, Scheidsrechter: Christophe Ridley |

| 22 februari 2025 17:45 | Engeland | v | Schotland | Twickenham, Londen Scheidsrechter: Pierre Brousset |
| 22 februari 2025 17:45 |          |   |           | Twickenham, Londen Scheidsrechter: Pierre Brousset |

| 23 februari 2025 16:00 | Italië | v | Frankrijk | Stadio Olimpico, Rome Scheidsrechter: Karl Dickson |
| 23 februari 2025 16:00 |        |   |           | Stadio Olimpico, Rome Scheidsrechter: Karl Dickson |

### Week 4
| 8 maart 2025 15:15 | Ierland | v | Frankrijk | Aviva Stadium, Dublin Scheidsrechter: Angus Gardner |
| 8 maart 2025 15:15 |         |   |           | Aviva Stadium, Dublin Scheidsrechter: Angus Gardner |

| 8 maart 2025 17:45 | Schotland | v | Wales | Murrayfield Stadium, Edinburgh Scheidsrechter: Andrea Piardi |
| 8 maart 2025 17:45 |           |   |       | Murrayfield Stadium, Edinburgh Scheidsrechter: Andrea Piardi |

| 9 maart 2025 16:00 | Engeland | v | Italië | Twickenham, Londen Scheidsrechter: Andrew Brace |
| 9 maart 2025 16:00 |          |   |        | Twickenham, Londen Scheidsrechter: Andrew Brace |

### Week 5
| 15 maart 2025 15:15 | Italië | v | Ierland | Stadio Olimpico, Rome Scheidsrechter: Luke Pearce |
| 15 maart 2025 15:15 |        |   |         | Stadio Olimpico, Rome Scheidsrechter: Luke Pearce |

| 15 maart 2025 17:45 | Wales | v | Engeland | Millennium Stadium, Scheidsrechter: Nic Berry |
| 15 maart 2025 17:45 |       |   |          | Millennium Stadium, Scheidsrechter: Nic Berry |

| 15 maart 2025 21:00 | Frankrijk | v | Schotland | Stade de France, Parijs Scheidsrechter: Matthew Carley |
| 15 maart 2025 21:00 |           |   |           | Stade de France, Parijs Scheidsrechter: Matthew Carley |